# Чьокънещ (окръг Кълъраш)
Чьокънещ (на румънски: Ciocănești) е село в Румъния, разположено в община Чьокънещ, окръг Кълъраш. Намира се на 17 метра надморска височина. Според преброяването през 2011 г. е с население от 4257 души.
Българите се заселват в селото на две вълни, през 1806 – 1814 г. и през 1828 – 1834 г. Най-голямото заселване става през 1828 г., когато 45 семейства от село Ситово (Силистренско) се заселват в селото. Преселници има и от силистренските села Айдемир, Татарица (днес част от Айдемир), Сребърна. В периода 1910 – 1920 г. селото е било българско и в него са живеели 2400 българи от Силистренско. Българи живеят в селото и в наши дни. Българският език е запазен, той спада към мизийски диалект.